# NGC 5252
NGC 5252 este o galaxie seyfert de tip 2⁠(d) situată în constelația Fecioara. A fost descoperită în 1786 de către William Herschel. Se află la o distanță de 95,5 de megaparseci de Pământ.